# Laemanctus serratus
Espèce
Synonymes
- Laemanctus alticoronatus Cope, 1866

Statut de conservation UICN

 LC  : Préoccupation mineure
Laemanctus serratus est une espèce de sauriens de la famille des Corytophanidae.

## Répartition
Cette espèce se rencontre au Honduras, au Guatemala, au Belize et au Mexique au Yucatán, au Campeche, en Oaxaca, au Veracruz, au Guanajuato, au Querétaro, au Puebla, en Hidalgo, au San Luis Potosí et au Tamaulipas.

## Description

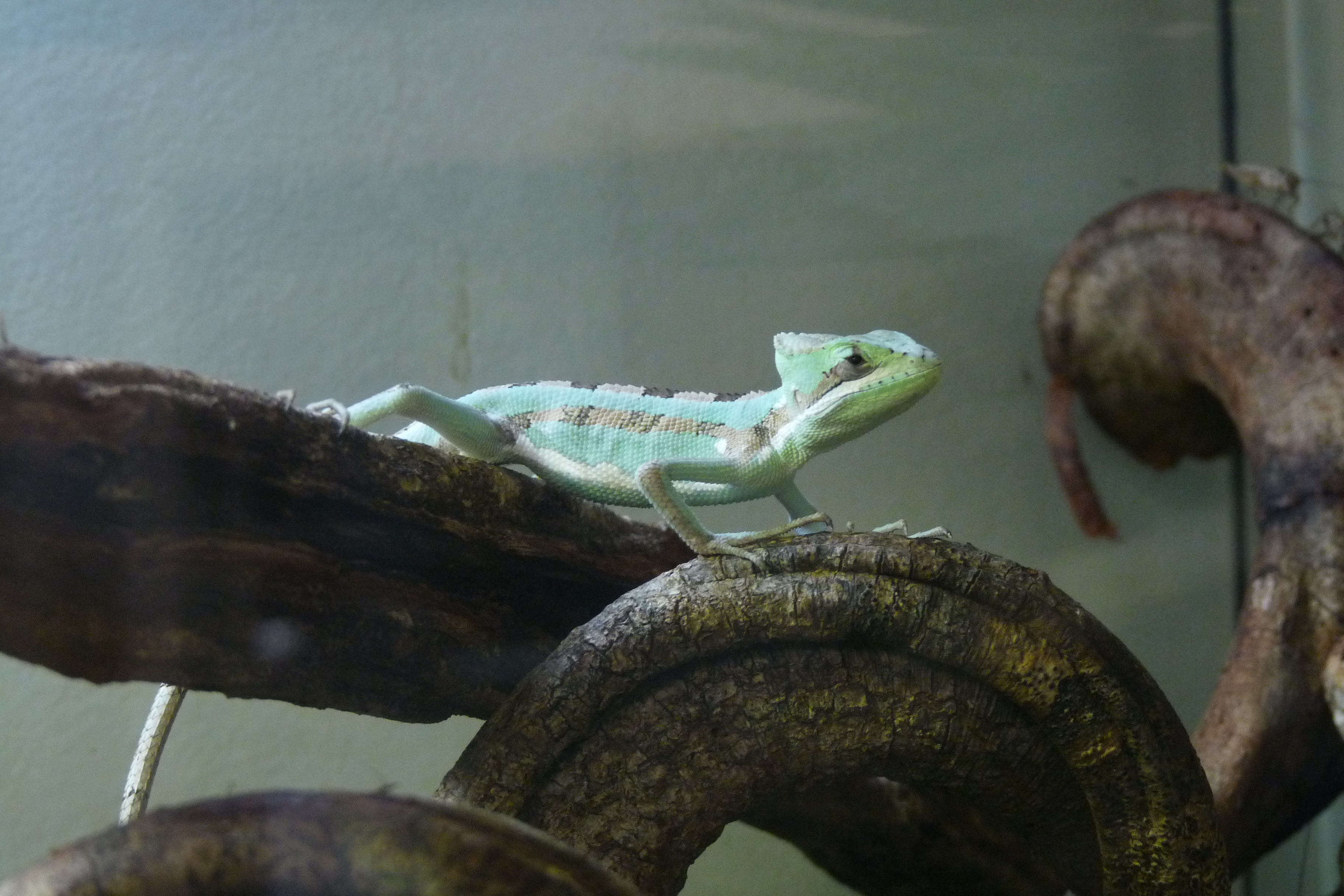
Laemanctus serratus en captivité

Laemanctus serratus est de couleur gris-bleu, avec trois bandes longitudinales sur le corps. Il présente une tête massive, avec une sorte de crête osseuse à l'arrière de la tête.

## Liste des sous-espèces
Selon The Reptile Database (27 juillet 2012) :
- Laemanctus serratus alticoronatus Cope, 1866
- Laemanctus serratus mccoyi Perez-Higareda & Vogt, 1985
- Laemanctus serratus serratus Cope, 1864

## Publications originales
- Cope, 1864 : Contributions to the herpetology of tropical America. Proceedings of the Academy of Natural Sciences of Philadelphia, vol. 16, p. 166-181 (texte intégral).
- Cope, 1866 : Fourth contribution lo the herpetology of tropical America. Proceedings of the Academy of Natural Sciences of Philadelphia, vol. 18, p. 123-132 (texte intégral).
- Perez-Higareda & Vogt, 1985 : A new subspecies of arboreal lizard, genus Laemanctus, from the mountainous region of Los Tuxtlas, Veracruz, Mexico (Lacertilia, Iguanidae). Bulletin of the Maryland Herpetological Society, vol. 21, p. 139-144.